# Maidan-e Rostam
Maidān-e Rostam (persisch میدان رستم, ‚Feld des Rostam‘) ist der Name eines etwa 3775 m hohen Berges in der afghanischen Provinz Ghazni. Er liegt unweit des 3470 m hohen Kūh-e Rostam.